# Fågelofrys
Fågelofrys, eller skorpion-ofrys, Ophrys scolopax är en orkidéart som beskrevs av Antonio José Cavanilles. Fågel-ofrys ingår i ofryssläktet, och familjen orkidéer.

## Underarter
Arten delas in i följande underarter:
- O. s. apiformis
- O. s. conradiae
- O. s. cornuta
- O. s. heldreichii
- O. s. rhodia
- O. s. scolopax
- O. s. minutula

## Bildgalleri

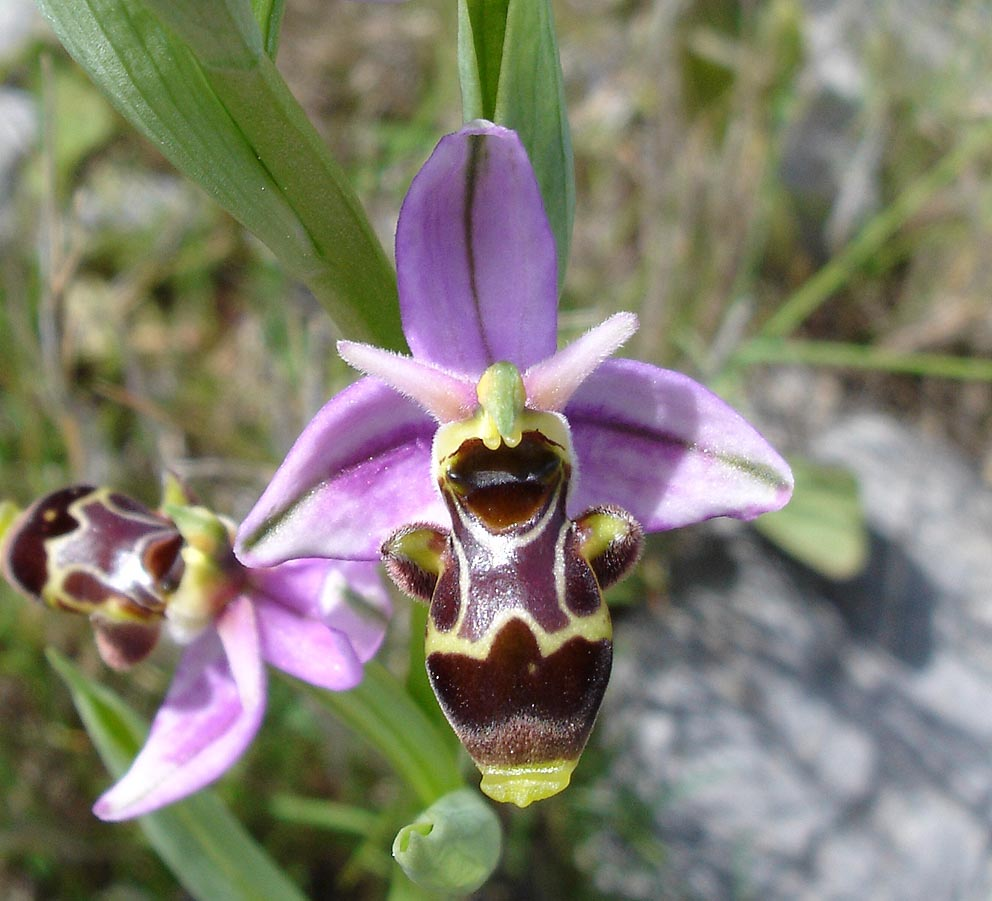
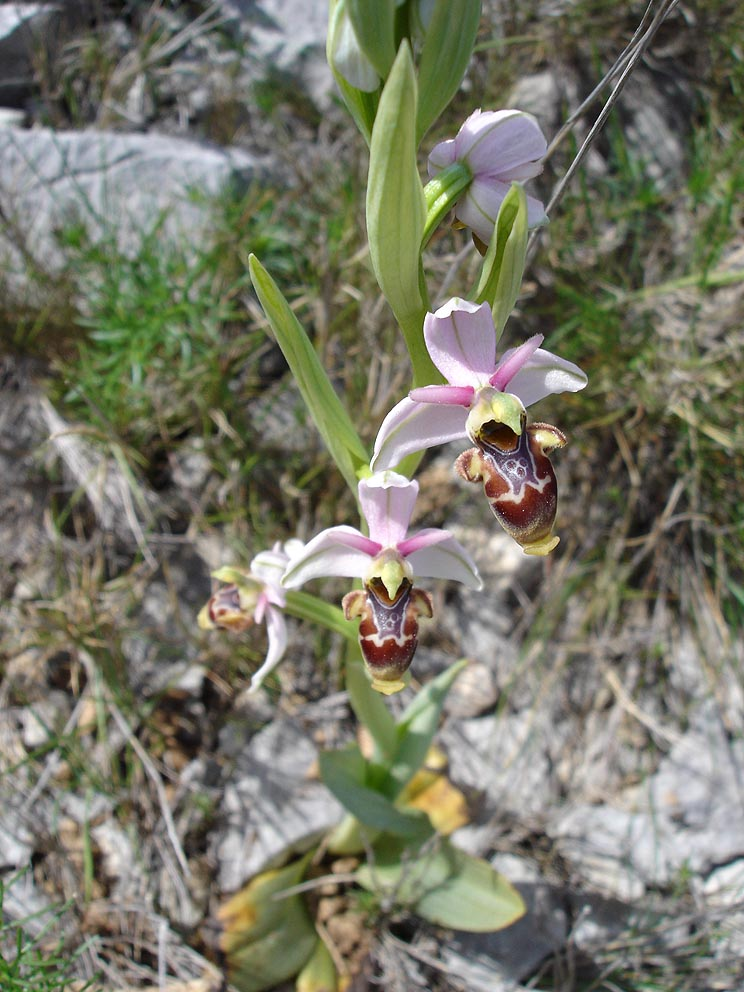
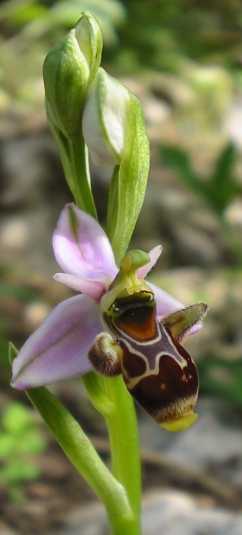
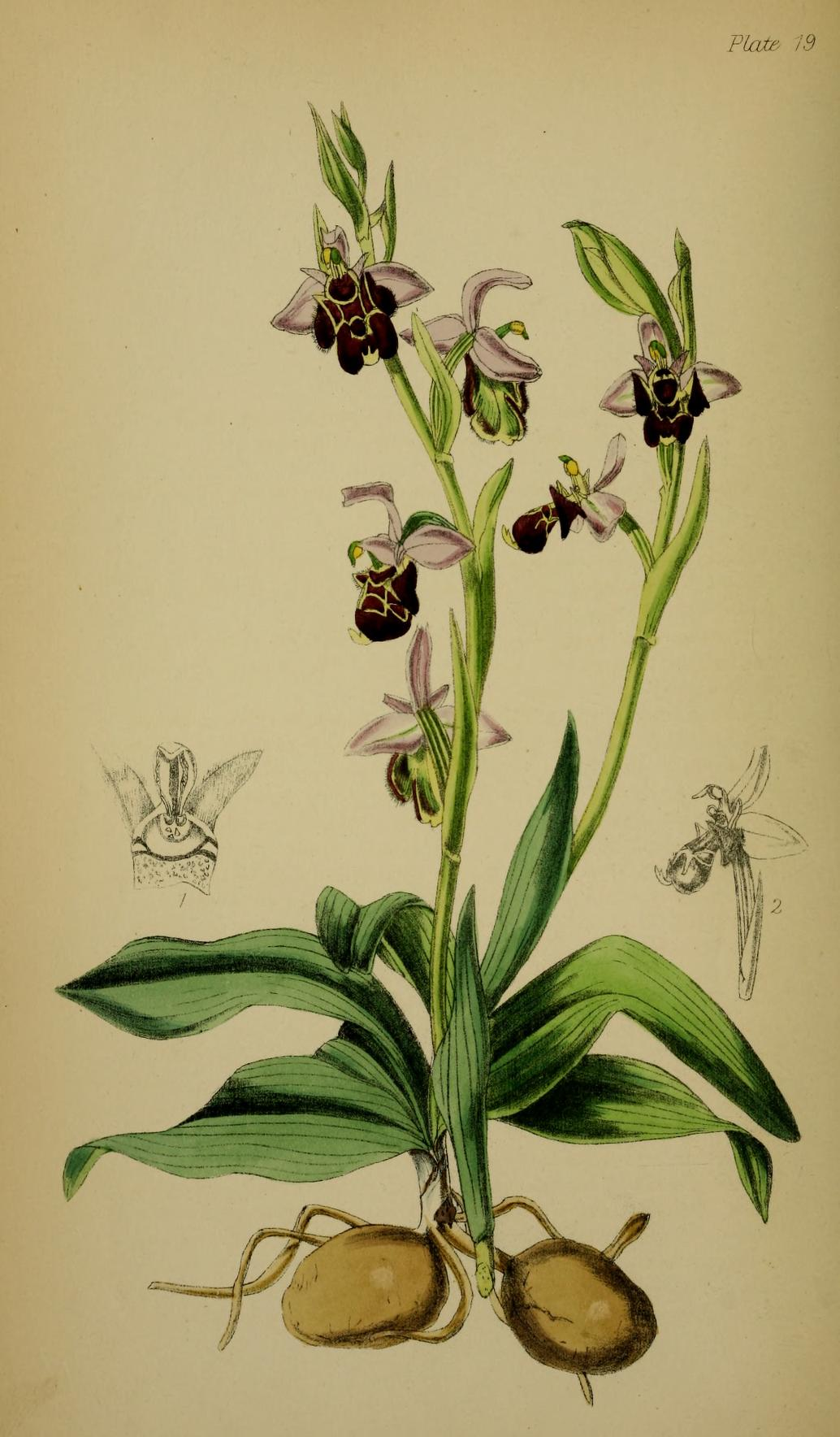
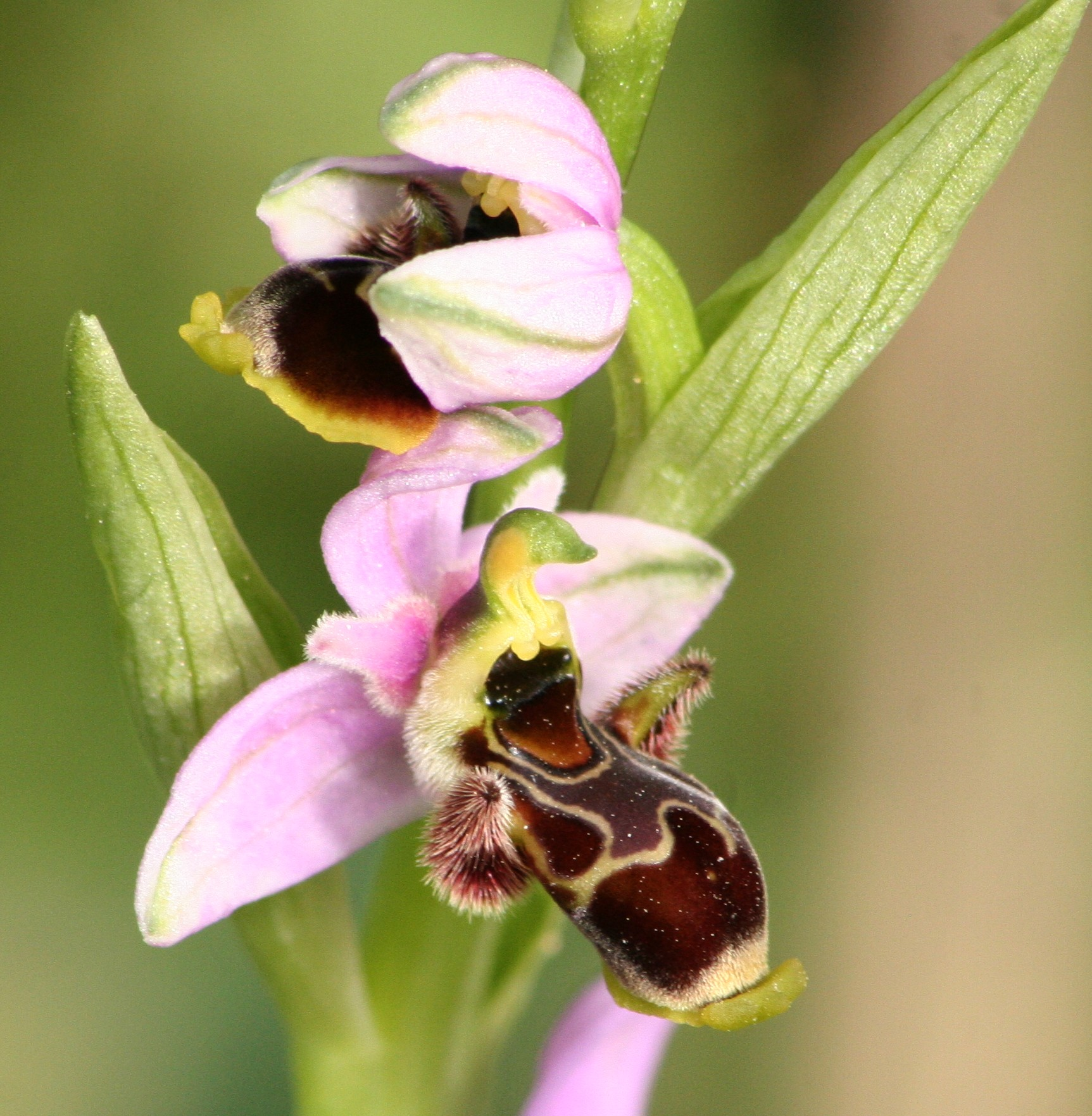
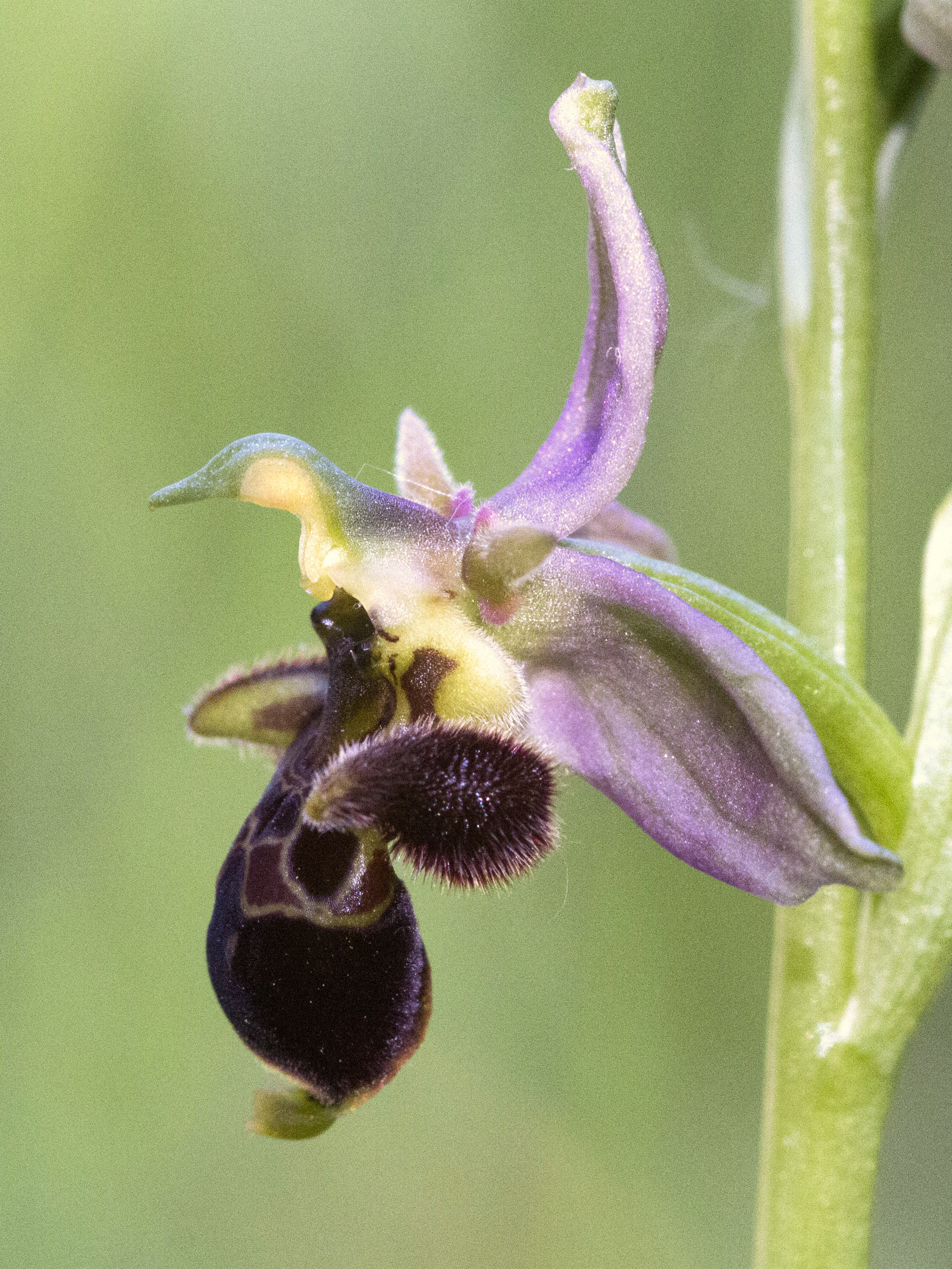
Ophrys scolopax